# Korsun-Shevchenkivskyi
Korsun-Shevchenkivskyi (tiếng Ukraina: Корсунь-Шевченківський) là một thành phố của Ukraina. Thành phố này thuộc tỉnh Cherkasy. Thành phố này có diện tích ? km2, dân số theo điều tra dân số năm 2001 là 19311 người.